# 수형도

사건 와 에 대한 수형도.

수형도는 선형 도형 중에서, 점과 선으로만 연결된 도형으로 어떤 사건이 일어나는 모든 경우를 나무가지가 뻗어나가는 모양으로 그린다. 확률론에서 수형도(영어: tree diagram)는 확률공간을 나타낼 수 있다.
수형도를 통해 일련의 독립 사건(동전 던지기 등)이나 조건부 확률(카드를 뒤집지 않고 카드 뽑기를 하는 행위 등)을 표현할 수 있다. 그림에 있는 각 마디는 사건을 나타내며 그것들은 각 사건의 확률과 연관되어있다. 뿌리 마디는 확실한 사건을 나타내며 이에 따라 확률은 1이다. 각 형제 마디의 집합은 모사건으로부터의 배타적이고 철저한 분리를 나타낸다.
마디와 관련된 확률은 모사건이 일어난 뒤의 사건이 일어나는 확률과 같다. 특정 마디로 이어지는 일련의 사건이 일어날 확률은 그 마디와 그것의 모사건의 확률의 곱과 같다.

## 같이 보기
- 결정 트리
- 마르코프 연쇄